# Saison 2016-2017 du Stade aurillacois Cantal Auvergne
Cette page présente la saison 2016-2017 du Stade aurillacois en Pro D2.

## Entraîneurs
- Jeremy Davidson
- Thierry Peuchlestrade

## La saison
Budget
Récit

## Effectif 2016-2017
| Nom                       | Poste     | Naissance         | Nationalité sportive | International | Dernier club                          | Arrivée au club (année) |
| ------------------------- | --------- | ----------------- | -------------------- | ------------- | ------------------------------------- | ----------------------- |
| Antoine Fournier          | Pilier    | 17 août 1988      | France               | -             | Formé au club                         | 2009                    |
| Maxime Escur              | Pilier    | 31 août 1988      | France               | -             | RC Aubenas                            | 2013                    |
| Lotu Taukehaio            | Pilier    | 12 mai 1984       | Australie            | -             | FC Grenoble                           | 2013                    |
| Nikoloz Khatiashvili (en) | Pilier    | 22 mai 1992       | Géorgie              |               |                                       | 2014                    |
| Toki Pilioko              | Pilier    | 1er octobre 1995  | France               | -             | Formé au club                         | 2014                    |
| Giorgi Sharashidze        | Pilier    | 7 juillet 1993    | Géorgie              | -             | ASM Clermont                          | 2015                    |
| Grégory Fabro             | Pilier    | 28 février 1986   | France               | -             | FC Grenoble                           | 2015                    |
| Anthony Alvès             | Pilier    | 23 juin 1989      | France               | -             | Montluçon rugby                       | 2015                    |
| Yorhann Ramonjiarivony    | Pilier    | 19 avril 1996     | France               |               | Stade toulousain                      | 2016                    |
| Lucas Seyrolles           | Pilier    | 4 septembre 1995  | France               | -             | Formé au club                         | 2016                    |
| Peni Ravai Kovekalou      | Pilier    | 16 juin 1990      | Fidji                |               | Southland RFU                         | 2016                    |
| Nicolas Catanzano         | Talonneur | 5 mai 1987        | France               | -             | AS Béziers                            | 2011                    |
| Adrien Pélissié           | Talonneur | 7 août 1990       | France               | -             | Formé au club                         | 2013                    |
| Florian Ardiaca           | Talonneur | 24 octobre 1994   | France               | -             | AS Béziers                            | 2015                    |
| Kévin Savea               | Talonneur | 27 mars 1995      | France               |               | ASM Clermont                          | 2016                    |
| Levan Datunashvili        | 2e ligne  | 18 janvier 1983   | Géorgie              |               | GS Figeac                             | 2011                    |
| Brian Hayes (en)          | 2e ligne  | 25 septembre 1990 | Irlande              | -             | Munster Rugby                         | 2013                    |
| Baptiste Hezard           | 2e ligne  | 2 octobre 1989    | France               | -             | ASM Clermont Auvergne                 | 2013                    |
| Richard Fourcade          | 2e ligne  | 4 avril 1993      | France               | -             | Formé au club                         | 2014                    |
| Adrien Corbex             | 2e ligne  | 14 mai 1994       | France               |               | Lyon OU                               | 2015                    |
| Christian Ostberg         | 2e ligne  | 20 février 1995   | États-Unis           | -             | Chinnor RFC (en)                      | 2015                    |
| Maxime Granouillet        | 2e ligne  | 28 juin 1992      | France               | -             | ASM Clermont Auvergne                 | 2015                    |
| Mathieu Lescure           | 3e ligne  | 28 avril 1982     | France               | -             | Formé au club                         | 2005                    |
| Latuka Maituku            | 3e ligne  | 15 mars 1988      | France               | -             | Formé au club                         | 2009                    |
| Utu Maninoa               | 3e ligne  | 14 juin 1986      | Samoa                | -             | AS Béziers                            | 2011                    |
| Pierre Roussel            | 3e ligne  | 18 décembre 1988  | France               | -             | Castres olympique                     | 2012                    |
| Marius Vialle             | 3e ligne  | 28 décembre 1991  | France               | -             | Formé au club                         | 2013                    |
| Romain Briatte            | 3e ligne  | 18 février 1993   | France               | -             | ASM Clermont                          | 2013                    |
| Marius Vialle             | 3e ligne  | 28 décembre 1991  | France               | -             | Formé au club                         | 2013                    |
| Flavien Nouhaillaguet     | 3e ligne  | 16 mars 1989      | France               | -             | FC Grenoble                           | 2015                    |
| Calvonn Allison           | 3e ligne  | 29 mars 1995      | Afrique du Sud       |               | ASM Clermont                          | 2016                    |
| Kevin Lebreton            | 3e ligne  | 7 janvier 1995    | France               |               | SC Albi                               | 2016                    |
| Kelvin Brown              | 3e ligne  | 10 mai 1996       | Irlande              |               | Munster Rugby                         | 2016                    |
| William Vaccaril          | 3e ligne  | 21 avril 1995     | France               |               | Racing 92                             | 2016                    |
| Paul Boisset              | Mêlée     | 13 juillet 1988   | France               | -             | Formé au club                         | 2007                    |
| Théo Nanette              | Mêlée     | 12 janvier 1993   | France               | -             | Formé au club                         | 2014                    |
| Maxime Petitjean          | Ouverture | 17 mars 1984      | France               | -             | US Dax                                | 2010                    |
| Antoine Renaud            | Ouverture | 9 octobre 1990    | France               | -             | US Oyonnax                            | 2013                    |
| Thomas Dubourdeau         | Ouverture | 30 décembre 1995  | France               |               | Racing 92                             | 2015                    |
| Joris Segonds             | Ouverture | 6 avril 1997      | France               | -             | Formé au club                         | 2016                    |
| Hugo Bouyssou             | Ouverture | 4 juillet 1996    | France               | -             | Formé au club                         | 2016                    |
| Jean-Philippe Cassan      | Centre    | 20 février 1989   | France               | -             | Formé au club                         | 2008                    |
| Bastien Colliat           | Centre    | 20 avril 1994     | France               |               | ASM Clermont                          | 2015                    |
| Alex Luatua               | Centre    | 14 mai 1992       | Nouvelle-Zélande     |               | US Oyonnax                            | 2015                    |
| Merab Sharikadze          | Centre    | 17 mai 1993       | Géorgie              | -             | Union sportive bressane Pays de l'Ain | 2015                    |
| Robert Lilomaiava         | Centre    | 28 mars 1992      | Samoa                | -             | RC Massy Essonne                      | 2015                    |
| Louis Fajfrowski          | Centre    | 6 décembre 1996   | France               |               | Formé au club                         | 2016                    |
| Albert Valentin           | Ailier    | 29 septembre 1988 | France               | -             | Formé au club                         | 2008                    |
| Antoine Renaud            | Ailier    | 9 octobre 1990    | France               | -             | US Oyonnax                            | 2013                    |
| Connor Gaston             | Ailier    | 5 août 1990       | Irlande              | -             | London Irish                          | 2013                    |
| Pierre Gaveau             | Ailier    | 2 août 1995       | France               |               | ASM Clermont                          | 2016                    |
| Jack McPhee               | Arrière   | 31 mars 1987      | Nouvelle-Zélande     | -             | Northland                             | 2012                    |
| Thomas Salles             | Arrière   | 19 août 1996      | France               | -             | Formé au club                         | 2016                    |
| Uiki Huakau               | Arrière   | 1995              | Tonga                |               | Union Bordeaux Bègles                 | 2016                    |

## Calendrier et résultats

### Matchs amicaux[2]
- Castres olympique - Stade aurillacois :  31-16
- US Oyonnax - Stade aurillacois :  30-12
- Stade aurillacois - Colomiers :  33-25

### Pro D2
| - US Dax - Stade aurillacois : 20-19 - Stade aurillacois - USA Perpignan : 42-13 - Stade aurillacois - US Montauban : 20-12 - SC Albi - Stade aurillacois : 23-29 - Stade aurillacois - RC Narbonne : 27-7 - SU Agen - Stade aurillacois : 40-27 - Stade aurillacois - Colomiers rugby : 19-13 - US Carcassonne - Stade aurillacois : 47-13 - Stade aurillacois - AS Béziers : 32-9 - US Oyonnax - Stade aurillacois : 24-19 - Stade aurillacois - Biarritz olympique : 31-20 - Soyaux Angoulême XV - Stade aurillacois : 35-6 - Stade aurillacois - Stade montois : 25-21 - Stade aurillacois - RC Vannes : 24-22 - CS Bourgoin-Jallieu - Stade aurillacois : 20-3 | - Stade aurillacois - US Dax : 54-19 - USA Perpignan - Stade aurillacois : 41-20 - US Montauban - Stade aurillacois : 28-8 - Stade aurillacois - SC Albi : 37-20 - RC Narbonne - Stade aurillacois : 23-19 - Stade aurillacois - SU Agen : 19-16 - Colomiers rugby - Stade aurillacois : 21-19 - Stade aurillacois - US Carcassonne : 26-17 - AS Béziers - Stade aurillacois : 25-9 - Stade aurillacois - US Oyonnax : 24-26 - Biarritz olympique - Stade aurillacois : 41-8 - Stade aurillacois - Soyaux Angoulême XV : 30-26 - Stade montois - Stade aurillacois : 43-25 - RC Vannes - Stade aurillacois : 26-15 - Stade aurillacois - CS Bourgoin-Jallieu : 40-14 |

| Rang | Club                    | J  | V  | N | D  | Bo | Bd | Pm  | Pe  | Diff | Pts |
| ---- | ----------------------- | -- | -- | - | -- | -- | -- | --- | --- | ---- | --- |
| 1    | Oyonnax Rugby (R)       | 30 | 19 | 0 | 11 | 7  | 7  | 790 | 637 | +153 | 90  |
| 2    | SU Agen (R)             | 30 | 18 | 2 | 10 | 5  | 6  | 780 | 624 | +156 | 87  |
| 3    | US Montauban            | 30 | 19 | 0 | 11 | 6  | 4  | 726 | 533 | +193 | 86  |
| 4    | Stade montois           | 30 | 17 | 0 | 13 | 6  | 9  | 738 | 588 | +150 | 83  |
| 5    | Biarritz olympique      | 30 | 18 | 0 | 12 | 5  | 4  | 730 | 637 | +93  | 81  |
| 6    | USA Perpignan           | 30 | 16 | 1 | 13 | 9  | 4  | 744 | 589 | +155 | 79  |
| 7    | Colomiers Rugby         | 30 | 17 | 1 | 12 | 5  | 3  | 760 | 593 | +167 | 78  |
| 8    | Stade aurillacois       | 30 | 15 | 0 | 15 | 5  | 5  | 689 | 712 | -23  | 70  |
| 9    | US Carcassonne          | 30 | 14 | 1 | 15 | 3  | 3  | 648 | 642 | +6   | 64  |
| 10   | AS Béziers              | 30 | 13 | 0 | 17 | 7  | 4  | 694 | 667 | +27  | 63  |
| 11   | RC Vannes (P)           | 30 | 12 | 2 | 16 | 2  | 7  | 659 | 735 | -76  | 61  |
| 12   | RC Narbonne             | 30 | 14 | 1 | 15 | 3  | 0  | 616 | 746 | -130 | 61  |
| 13   | Soyaux Angoulême XV (P) | 30 | 13 | 1 | 16 | 2  | 5  | 565 | 686 | -121 | 61  |
| 14   | US Dax                  | 30 | 13 | 0 | 17 | 1  | 6  | 647 | 845 | -198 | 59  |
| 15   | SC Albi                 | 30 | 12 | 2 | 16 | 1  | 4  | 641 | 781 | -140 | 57  |
| 16   | CS Bourgoin-Jallieu     | 30 | 4  | 1 | 25 | 1  | 6  | 452 | 864 | -412 | 17¹ |

## Statistiques

### Statistiques collectives
Attaque
Défense

### Statistiques individuelles
Meilleurs réalisateurs
1. Antoine Renaud : 166 points (45 pénalités, 1 drop, 14 transformations, 0 essais)
2. Maxime Petitjean : 161 points (33 pénalités, 1 drop, 27 transformations, 1 essai)

Meilleurs buteurs
1. Antoine Renaud : 166 points (45 pénalités, 1 drop, 14 transformations)
2. Maxime Petitjean : 156 points (33 pénalités, 1 drop, 27 transformations)

Meilleur marqueur
- Robert Lilomaiava : 8 essais

Joueurs les plus sanctionnés